# Сомалийское национальное движение
Сомалийское национальное движение (сомал. Dhaqdhaqaaqa Wadaniga Soomaaliyeed, араб. الحركة الوطنية الصومالية‎) — одно из самых крупных партизанских движений, боровшихся против диктатуры Мохаммеда Сиада Барре в Сомалийской Демократической Республике. Одна из двух главных сторон в войне за независимость Сомалиленда. Основано 6 апреля 1981 года в Лондоне. Большинство членов движения принадлежало к клану исаак.
18 мая 1991 года организация объявила о создании независимой республики Сомалиленд на той территории, что ранее управлялась Британской империей и была известна как Британское Сомали, в результате чего движение перестало существовать.

## Предпосылки к формированию
Во время войны за Огаден между Сомали и Эфиопией большое количество беженцев из Огадена (в основном это были представители народа Оромо и клана Огаден) переселились в северные районы Сомали, где проживают представители клана исаак.
Отношения между беженцами и жителями были сложными по политическим причинам. Более того, Сомали проиграла войну за Огаден, что вызвало у жителей волну недовольства. Армия Сомали стала незаконно вербовать беженцев на службу в Фронт освобождения Западного Сомали, который помимо прочего служил для поддержания контроля Сомали над его северными регионами.
Представители исаак часто подвергались преследованиям со стороны ФОЗС. В сентябре 1979 года делегация клана отправилась к Сиаду Барре, жалуясь на те и другие злоупотребления. Среди представителей клана участились случаи дезертирства из армии. А в 1979 году было создано ополчение Афрад («четвёртый отряд»), которое формально было частью ФОЗС, но было предназначено для борьбы с ним.
Позже в этом же году Сиад назначил генерала Мохаммеда Хаши Гани военным командующим северными регионами. Он быстро лишил Афрад оружия, участились репрессии по отношению к клану исаак.

## Формирование

### ВСаудовской Аравии
В 1977 году группа сомалийцев, находившихся в Джидде, начала собирать средства для выпуска своей газеты, которая будет освещать события в Сомали. Человек, стоящий за этим — Мохаммед Хаши Илми — бывший инженер и бизнесмен из клана исаак. Позже он станет одним из основателей Сомалийского национального движения. Их группа проводила свои собрания в доме другого деятеля, Омара Мейгага Саматара. Председателем стал Осман Ахмед Хассан из клана исаак. Под его председательством группа сделала первые шаги к чему-то конкретному и политическому.
Вначале члены не могли договориться о том, следует ли создавать официальную политическую партию в Сомали или более свободную организацию. Обсуждался вопрос о создании базы в Эфиопии, но большинство участником было против.
В 1979 году большинство участников покинуло группу, осталось только шестеро, которые проводили свои дискуссии в йеменской кофейне в Джидде. Однако в 1980 году группа возродилась после того, как стало известно, что в Эр-Рияде, Дахране и Эль-Хубаре существуют подобные группы, работающие в том же направлении. Каждые три месяца между ними проводились собрания, велись обсуждения по поводу Сомали после войны за Огаден. Постепенно число членов этих групп возрастало.
В качестве своего председателя члены групп выбрали Османа Ахмеда Хассана, для этого ему надо было переехать в Англию. Тот отказался, заявив, что «люди делятся на демократичных и беспощадных. Во главе партии должен стоять беспощадный, но я не хочу, чтобы я стал известен как человек, который начал чистку людей и врагов партии». Другим кандидатом на пост председателя стал Хассан Адан Вададид, но он тоже отказался. В октябре 1981 года первым председателем движения стал Ахмед Мохамед Гулайд.
Название Сомалийское национальное движение было принято на первом конгрессе движения в Джидде.

### Деятельность за пределами Саудовской Аравии
В 1980 году несколько человек из Саудовской Аравии переехали в Лондон, так как там более благоприятный политический климат: в Саудовской Аравии создание любого политического движения или ассоциации запрещено законом. Более того, и Сомали, и Саудовская Аравия являлись членами Лиги арабских государств, а Саудовская Аравия экономически поддерживала Сомали.
Также начались дискуссии с членами клана исаак, которые проживали в других частях света: в Катаре, Египте, Европе и США. Практически все принимающие участие в дискуссиях люди были сторонниками Демократического фронта спасения Сомали.
6 апреля 1981 года в Коннот-холле в Лондоне Сомалийское национальное движение было основано официально. На этой пресс-конференции присутствовало от 400 до 500 сомалийских иммигрантов. Вскоре после официального формирования движение начало свою деятельность на севере эфиопского Огадена возле границы с бывшим Британским Сомали.

## Боевые действия

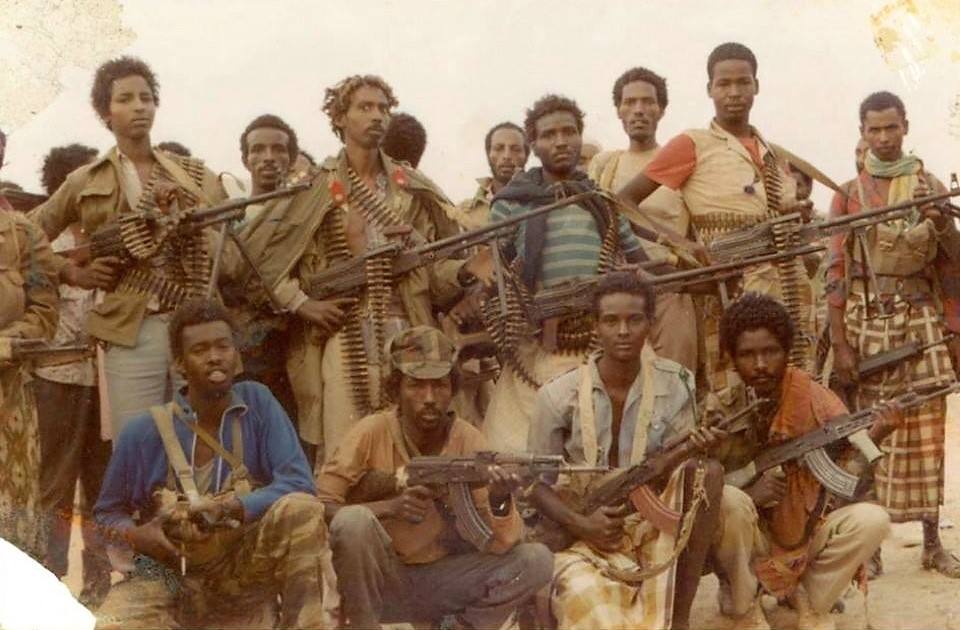
Бойцы СНД, предположительно, конец 1980-х

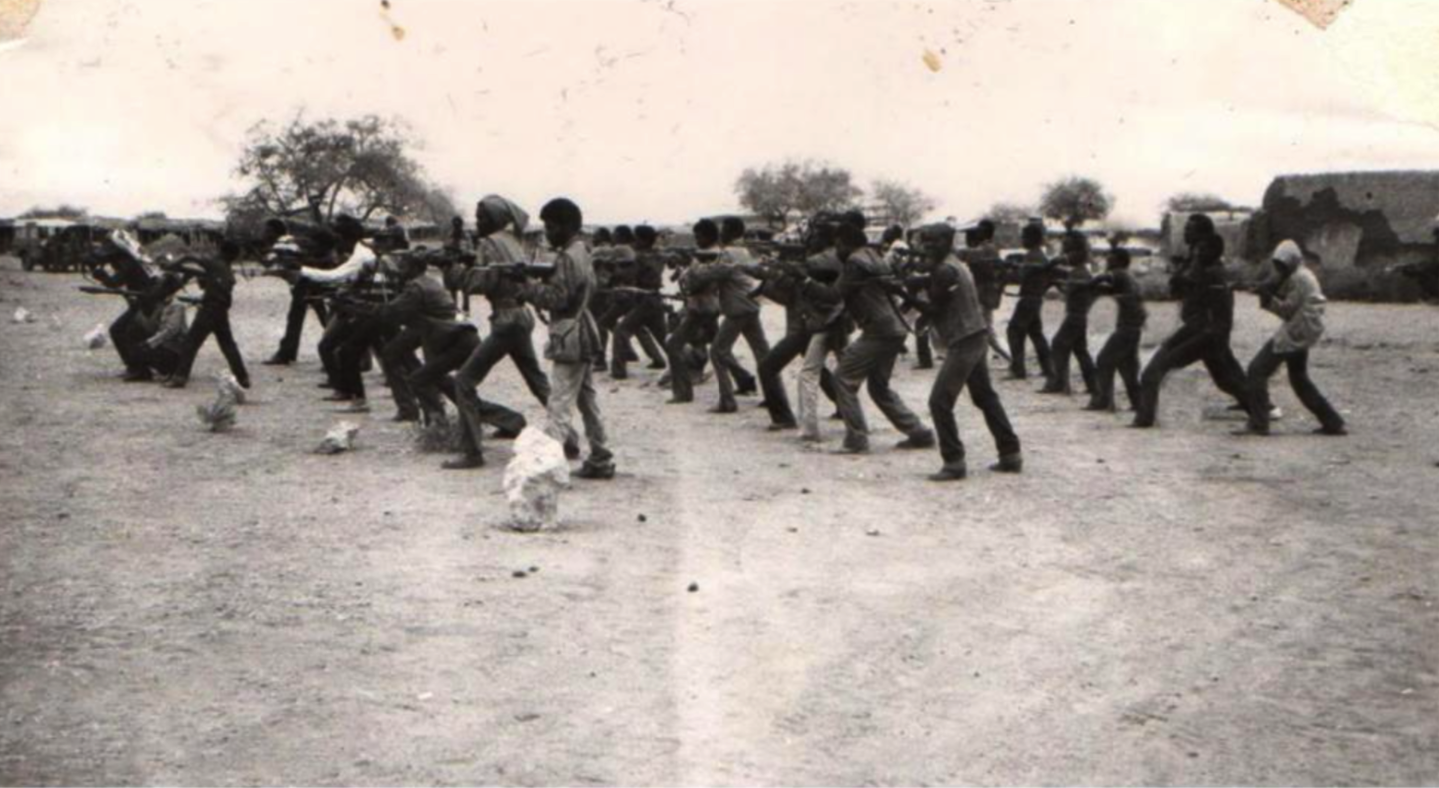
Тренировка бойцов СНД

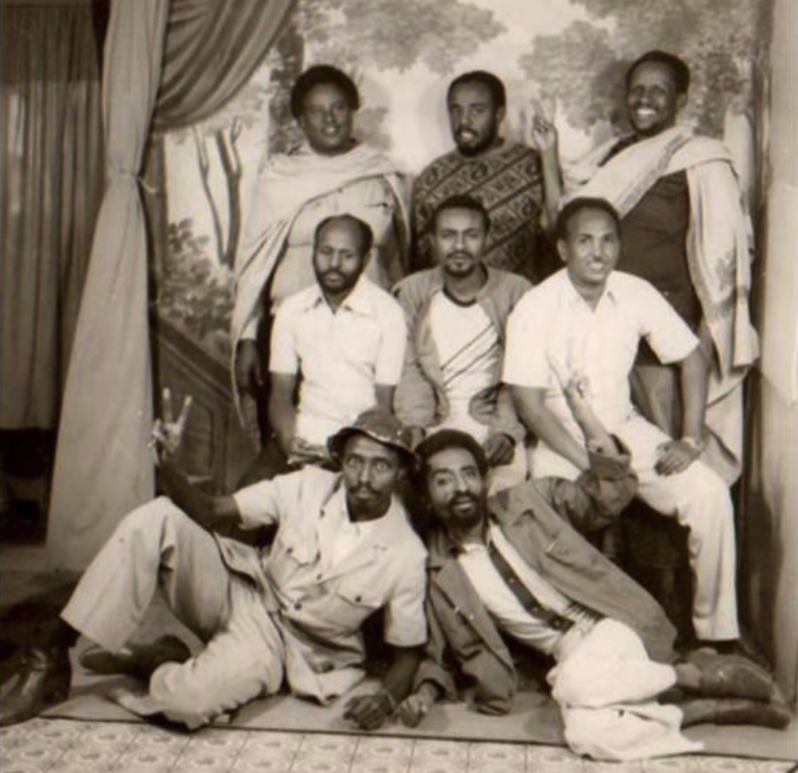
Освобождённые из тюрьмы Мандера

СНД вело военные действия на северо-западе страны. В ходе войны за независимость движение смогло нанести поражение кланам, вставшим на сторону Сиада Барре.
В 1982 году прямо возле границы с Сомали в Эфиопии были установлены три основные военные базы СНД, а их штаб-квартира — в городе Дыре-Дауа. В течение следующих нескольких лет движение совершило несколько вылазок на территорию северо-западного Сомали. Хотя эти атаки не были большой угрозой для правительства Сомали, смелость и упорство повстанцев его очень сильно раздражало.
Скорее всего, первые боевые действия СНД произошли возле их базы Лангейрта, когда движение собрало небольшое местное подразделение из членов клана арап, устроило засаду на автомобиль и сожгло его, убив нескольких солдат.
В 1983 была произведена атака на тюрьму Мандера, где было заключено много членов исаак.
В 1988 году боевые действия между повстанцами и режимом Барре пошли на эскалацию, потому что в апреле Барре и тогдашний президент Эфиопии Менгисту Хайле Мариам подписали договор, который заканчивал боевые действия между двумя странами. Теперь у Барре была возможность сконцентрировать своё внимание на повстанческом движении. Кроме того, СНД были вынуждены перегруппироваться из Эфиопии в северное Сомали.
В мае — июне СНД начало крупномасштабное наступление и захватило два крупных города северо-запада Сомали — сначала Буръо, несколько позже — Харгейсу. Позже в этом же году СНД провело несколько рейдов и крупную военную операцию, в течение следующих двух лет крупные силы Сиада были забаррикадированы в городах и базах.

### Ответы Сиада Барре на действия СНД

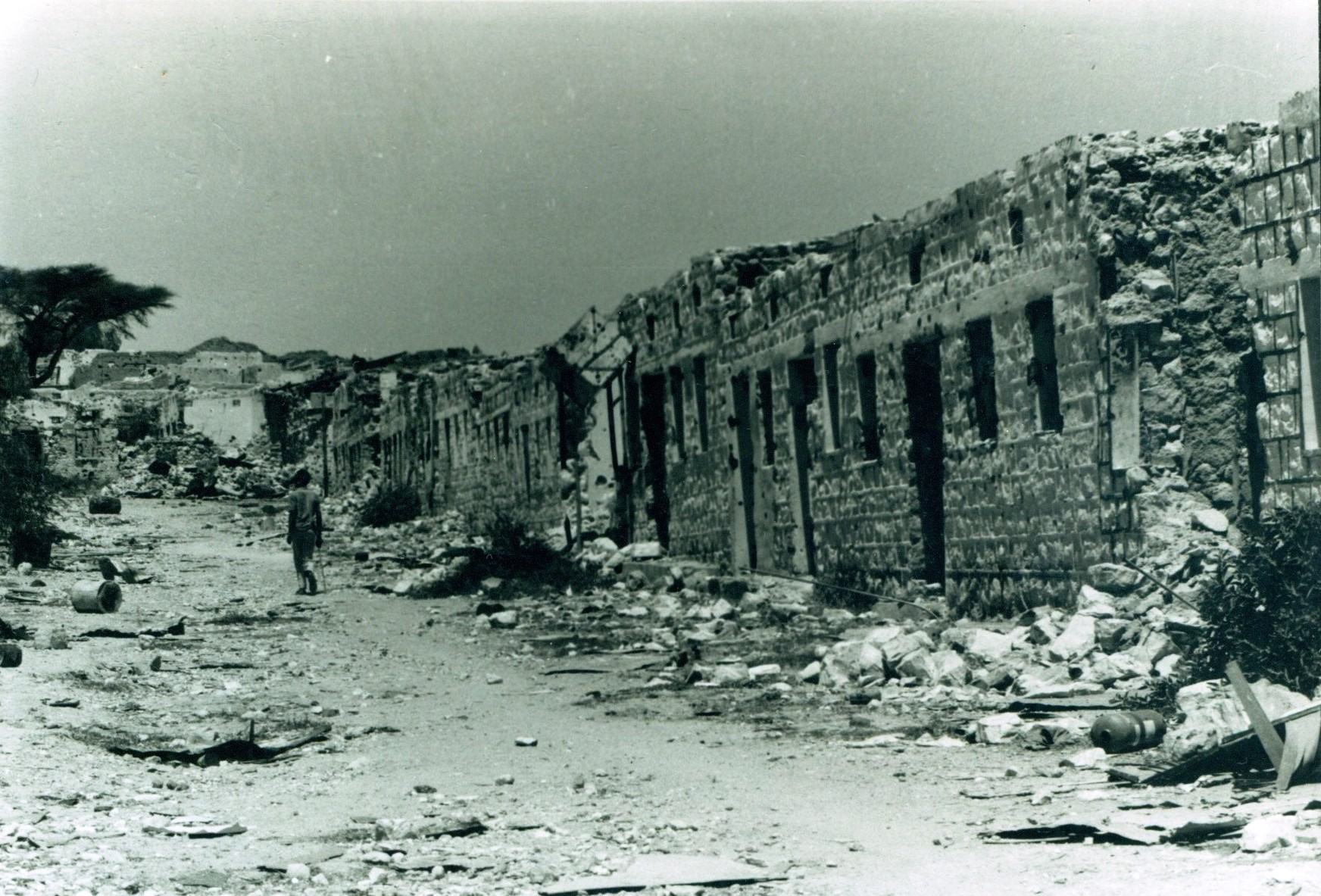
Разрушенная Харгейса после бомбардировок

Сиад Барре расценивал ведение боевых действий СНД как ведение боевых действий всем кланом исаак.
Им были созданы различные вооружённые формирования для борьбы с СНД: армия «Хорьяал», состоящая из клана Гадабурси, команда «Истребители исаак», чьей задачей было проводить этнические чистки клана исаак. Действия правительства впоследствии привели к геноциду клана.
После наступательной операции повстанцев на Харгейсу и Буръо Сиад ответил разрушительной кампанией по бомбардировке этих городов. По оценкам, погибло 50 000 человек.
Хотя подсчитать даже приблизительное число погибших среди мирного населения трудно, в 1989 году Государственный департамент США насчитал 5000 смертей исключительно среди мирного населения. Они погибли из-за голода, жажды, болезней или во время стрельбы.

## После падения режима Барре
После падения режима Барре в 1991 году руководство СНД быстро освободило пленных Оромо и Огаден и воздержалось от возмездия тем, кто сотрудничал с Барре, потому что это означало бы продление войны.

### Создание республики Сомалиленд

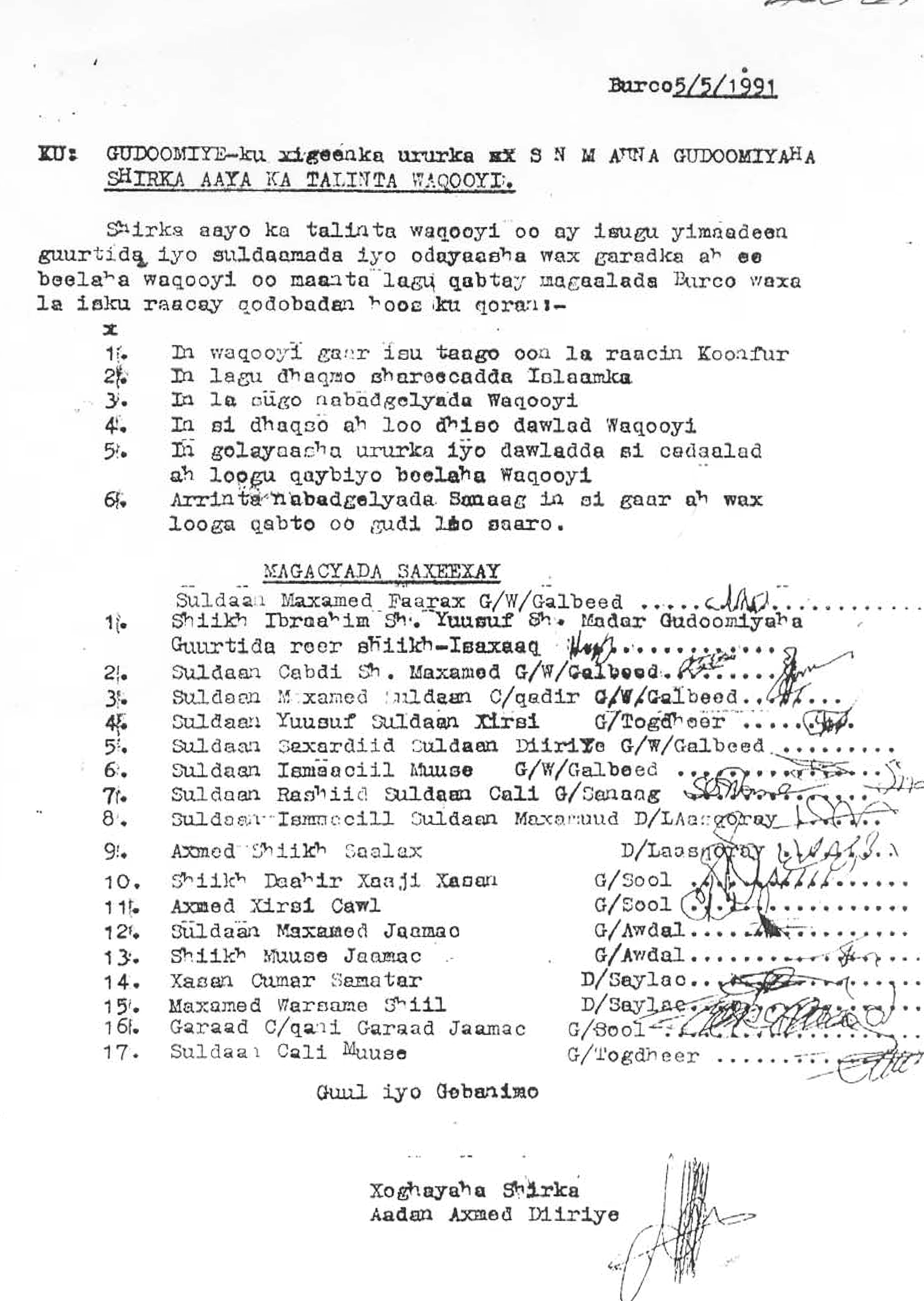
Резолюция «Большой конференции северных кланов», в ходе которой была объявлена независимость республики Сомалиленд

В феврале 1991 года СНД привлекает старейшин кланов на северо-западе Сомали для переговоров о прекращении огня с другими северными ополченцами и получении согласия на политическое руководство в регионе. В апреле — мае в Буръо прошла «Большая конференция северных кланов». В результате 18 мая этого года СНД объявило о создании независимой республики Сомалиленд, на первое время, а именно на два года, президентом был назначен Абдирахман Ахмед Али Туур. В 1993 году президентом был избран Мохамед Ибрагим Эгаль, в 1997 году его снова переизбрали.
После создания республики Сомалиленд движение распалось. Хотя у новосозданной страны есть гимн, валюта и прочее, что есть у других стран, республика всё равно и по сей день остаётся непризнанной, а её территория международным сообществом признаётся частью современного государства Сомали.

## Финансирование
Движение практически не опиралось на финансирование других стран, оно было вынуждено извлекать средства из местных источников, например сомалийских общин, такой децентрализованный метод сбора придал движению относительную независимость. Кроме того, эти ограничения укрепили дух экономической и политической самостоятельности с самого раннего этапа развития движения.
Географические расстояния между СНД и теми, кто всё же финансировал их, способствовали использованию системы денежных переводов вне контроля режима Барре. Денежные переводы проходили через финансистов исаак, которые базировались в Эфиопии недалеко от границы с Сомали.
Чтобы дополнить финансирование военных действий, СНД установило различные формы местного налогообложения, в том числе требование о том, чтобы каждое домохозяйство ежегодно вносило взнос в размере не менее одной овцы (или её денежного эквивалента) и не менее одного мужчины для службы в боевых частях.

### Роль коммерческих посредников
Dahabshil, позже одна из крупнейших финансовых и телекоммуникационных компаний Сомалиленда, начала свою деятельность как финансист СНД. Финансисты исаак из эфиопского города Дыре-Дауа вмешивались в дела организации, используя радиостанции СНД для передачи денег бойцам.
Делегаты исаак, которые финансировали поставку оружия сельским партизанам, получили около $14–25 млн в виде денежных переводов.

## Демократия
В плане демократии Сомалийское национальное движение известно свободными выборами своего секретаря. Всего секретарями движения стали 5 человек, каждый из них отбыл полный срок полномочий, и их заменил избранный преемник. Один из первых участников СНД на интервью в Харгейсе сказал:

«В период с 1981 по 1991 год СНД было демократическим, и в наших решениях существовал консенсус. За этот период было проведено шесть съездов СНД, и в это время уже практиковались демократические выборы. Уже существовала практика достижения консенсуса, коллективного принятия решений и ответственности на местном уровне».

За десять лет существования движения внутри него было проведено 6 конгрессов.

## Публикации

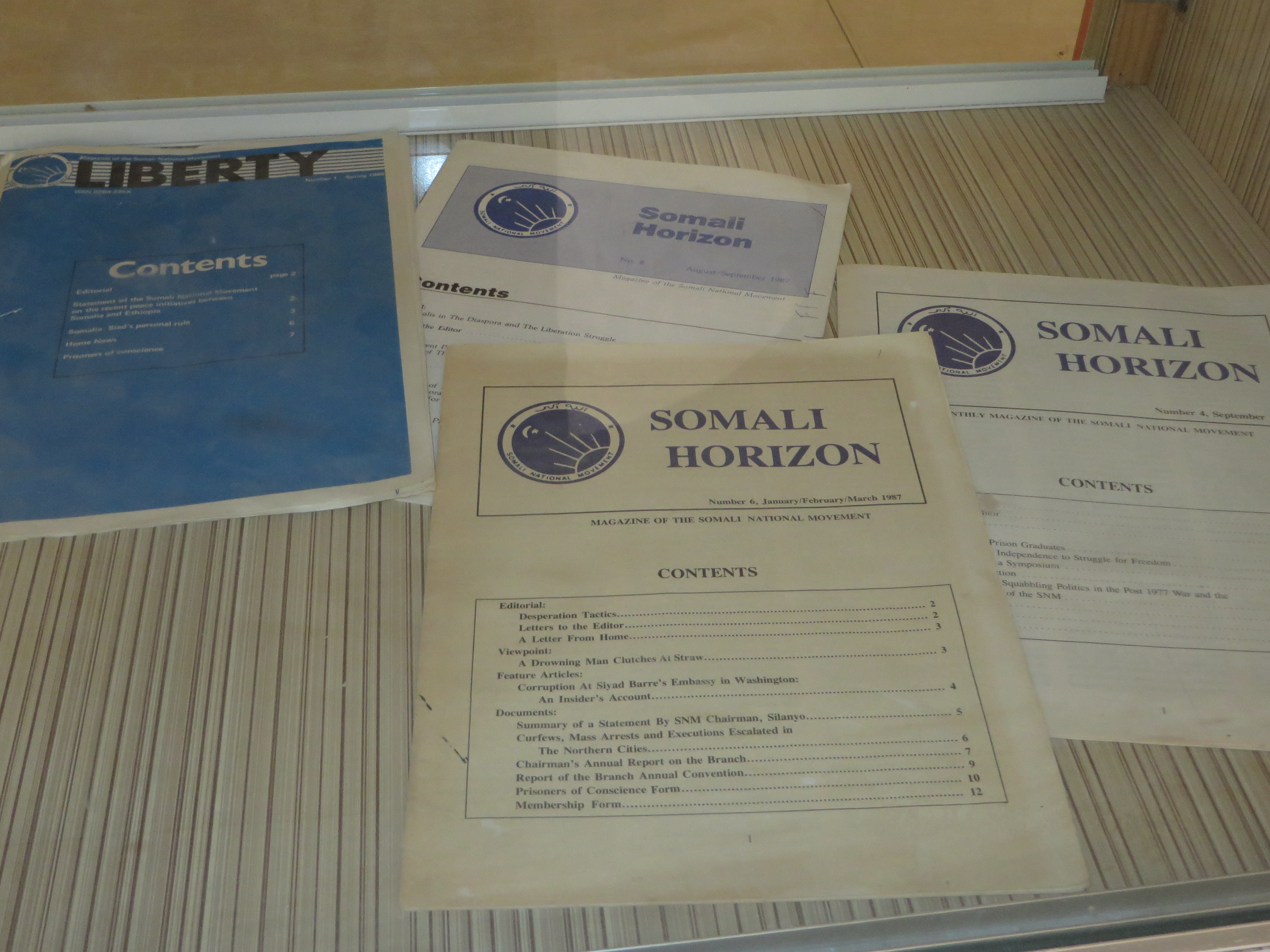
Копии журналов СНД 1987 года

В июне 1981 года СНД публикует свой первый выпуск оппозиционной газеты, Somalia Uncensored (рус. Сомали без цензуры). Также выпускался журнал «Liberty» (рус. Свобода).

## Роль женщин в СНД
Женщины в СНД были «невидимым фронтом», во время конфликта они работали медсёстрами и врачами. Для семей они были спасательным кругом, вывозя их из зоны военных действий. Женщины также могли путешествовать более свободно, чем мужчины, это позволяло им устанавливать тайные каналы связи между торговцами и бойцами СНД.